# اکبر صحرائی
اکبر صحرائی (زاده ۱۳۳۹ در شیراز) نویسنده معاصر ایرانی است. او با نوشتن رمان حافظ هفت برگزیده جایزه ادبی جلال آل احمد و سه دوره نیز س شده‌است.

## زندگی
وی دانش‌آموخته رشته مدیریت دولتی است. صحرایی سال ۱۳۶۵ داستان‌نویسی را آغاز کرده‌است.
صحرائی نویسندگی را با شهریار مندنی‌پور آغاز کرده‌است. جنگ مسیر زندگی حرفه ای صحرایی را تعیین کرد و دغدغه نگارش خاطرات خود و دوستانش در این دوران او را در مسیر نویسندگی قرار داد. او در این خصوص می‌گوید: 
«با نوشتن خاطرات خود و دوستان دوران جنگم خود را التیام می‌دهم! حس غریبی دارم، حس می‌کنم به دوستان رفته‌ام مدیونم. دوستانی که در یک شب مقاومت و جنگ در جزیرهٔ مجنون ۱۲ نفرشان را از دست دادم. نوشتن خاطرات آن روزها را هرگز فراموش نمی‌کنم.»

## فعالیت ها
نگارش مجموعه داستان «کانال مهتاب» در سال ۱۳۷۸ و کتاب «هزار و نه» در سال ۱۳۷۹ اولین تجربیات حرفه ای او در دنیای ادبیات است. صحرایی در سال ۱۳۸۲ به عرصه ادبیات کودک و نوجوان نیز گام گذاشت و با کتاب «خمپاره‌های خواب آلود» توانست خود را در این ژانر معرفی کند. او پس از موفقیت‌های متعدد با این کتاب، آثاری همچون «کاش کمی بزرگ‌تر بودم» در سال ۱۳۸۶، «شمشاد و آرزوی چهارم» در سال ۱۳۸۷ و داستان طنز «معمای کانال ماهی» ۱۳۸۸ این نویسنده را در حوزه ادبیات کودک و نوجوان تثبیت کرد.

 او در سال ۱۳۸۹ به رمان حافظ هفت را بر اساس سفر سید علی خامنه‌ای رهبر جمهوری اسلامی ایران به شیراز نگاشت که برای آن در سال ۱۳۹۱ جایزه ادبی جلال آل احمد را کسب کرد.

 اکبر صحرایی از سال ۱۳۸۵ نگارش داستان‌های طنز در حوزه دفاع مقدس پرداخت و که چندگانه «دار و دسته دارعلی» موفق‌ترین کتاب او در این زمینه است. شخصیت اصلی این کتاب فردی واقعی در جبهه‌های جنگ به نام «دار علی» است که صحرایی او را ملانصرالدین یا بهلول جبهه توصیف می‌کند. صحرایی درباه این کتاب می‌گوید: این شخصیت را ساختم و بارور کردم و سوژه‌ها را به بدنه این شخصیت تزریق کردم. در گام اول یک جلد و در گام بعد مجموعه ۷ جلدی «دار و دسته دارعلی» منتشر شد.

او پس از نگارش این کتاب به سوژه ای بکر برخورد که آن را در قالب کتاب دوجلدی با عنوان «سنگر علاف‌ها» منتشر کرده‌است. او دربارهٔ این اثر خود گفته‌است: «به سوژه «سنگر علاف‌ها» برخوردم؛ سنگری که نیروها در آن پیش از عملیات دپو شده و بیکار بودند تا هنگام حمله‌ها از آنها استفاده شود. این گروه پیش از عملیات بیکار بودند. برای گذران روزها دست به طنازی‌هایی می‌زدند یا به نوعی سر به سر دیگران می‌گذاشتند.»
این نویسنده در سال ۱۳۹۸ رمان کتیبه ژنرال را که به گفته خودش ۵ سال برای نگارشش تحقیق کرده و آن را جنگ و صلح خود توصیف کرده، نگاشت. صحرایی در این کتاب دو جلدی با عناوین «قصرالدشت» و «قمحانه» علاوه بر نوشتن از زندگی سردار عبدالله اسکندری که در سوریه کشته شد، به روایت شش دهه از تاریخ معاصر ایران هم پرداخته‌است. او با این کتاب نامزد دریافت جایزه قلم زرین در سال ۱۳۹۹ نیز شد.

## آثار
اکبر صحرایی نویسنده پرکاری است و تاکنون از او بیش از ۳۰ عنوان کتاب در حوزه دفاع مقدس و انقلاب اسلامی در قالب رمان، داستان کوتاه و بلند، زندگی‌نامه، خاطرات و طنز به نگارش درآمده است.
- کانال مهتاب مجموعه داستان انتشارات سرداران ۱۳۷۸
- هزار و نه مجموعه داستان انتشارات سرداران ۱۳۸۹
- خمپارهٔ خوآب آلود مجموعه داستان طنز ۱۳۸۲
- پروندهٔ ۳۱۲ رمان انتشارات شاهد ۱۳۸۴(چاپ چهارم)
این رمان توسط شورای اقتباس رمان مرکز سیمافیلم تصویب و حق اقتباس آن خریداری شده‌است.
- آنا هنوز هم می‌خندد مجموعه داستان انتشارات سورهٔ مهر ۱۳۸۵
- خیابان پیر مجموع داستان نشر شاهد ۱۳۸۵
- کاش کمی بزرگ‌تر بودم رمان نوجوان انتشارات علمی فرهنگی ۱۳۸۵
این کتاب توسط سوفیا کوتلاکی به زبان انگلیسی برگردانده شده‌است. این کتاب برگزیده دوازدهمین دوره انتخاب کتاب سال دفاع مقدس در سال ۱۳۸۷، چهارمین دوره جایزه کتاب فصل در زمستان ۱۳۸۶ و دومین جشنواره کتاب سلام ویژه نشریات خردسال، کودک و نوجوان در حوزه علمیه قم شده‌است.[۱]
- شمشاد و آرزوی چهارم رمان نشر شاهد۱۳۸۷
- خیلی خیلی محرمانه مستند داستانی عملیات قدس ۳ نشر صریر ۱۳۸۷
- آدم هم پوست می‌اندازد مجموعه داستان نشر تکا ۱۳۸۸
- معمای کانال ماهی داستان طنز ناشر علمی فرهنگی ۱۳۸۸
- زندگی‌نامه داستانی «تپهٔ جاوید و راز اشلو» ناشر ملک اعظم ۱۳۸۹ 
این کتاب به روایت زندگی شهید «مرتضی جاویدی» می‌پردازد و به نوعی هشت سال دفاع مقدس کشور را به تصویر می‌کشد.[۹]
- رمان «حافظ هفت» ناشر سورهٔ مهر۱۳۹۰
- «می‌شد آن شب نکشمش» مجموعه داستان دفاع مقدس ناشر پالیزان۱۳۹۰
- ماه عسل قطبی ناشر یاران ۱۳۹۱ (مجموعه داستان کوتاه دفاع مقدس زنان فارس) به کوشش اکبر صحرایی
- جلد۱: آمبولانس شتری (مجموعه طنز دفاع مقدس دارو دسته دارعلی) ناشر سوره مهر۱۳۹۲
- جلد۲: گردان بلدرچین‌ها (مجموعه طنز دفاع مقدس دارو دسته دارعلی) ناشر سورهٔ مهر۱۳۹۲
- جلد۳: برانکارد دربستی. (مجموعه طنز دفاع مقدس دارو دسته دارعلی) ناشر سورهٔ مهر۱۳۹۲
- جلد۴: تویوتای خرگوشی. (مجموعه طنز دفاع مقدس دار و دسته دارعلی) ناشر سورهٔ مهر۱۳۹۳
- جلد ۵: مین سوسکی (دار و دسته دارعلی) ناشر سوره مهر ۱۳۹۴
- سی مرد و سی مرغ (رمان نوجوانان ناشر علمی فرهنگی ۱۳۹۵)
- آواز بچه آتش (رمان) ناشر جمکران ۱۳۹۵
- کوشک زلزله زندگی‌نامه داستانی (ناشر کتابستان ۱۳۹۵)
- عزیز جهان زندگی‌نامه داستانی (ناشر کتابستان۱۳۹۵)
- جلد ۶: بمب کلاغی (دار و دسته دارعلی) ناشر سوره مهر۱۳۹۶
- جلد۷: خمپاره‌های نقلی (دارو دسته دارعلی) ناشر سوره مهر ۱۳۹۶
- کتیبه ژنرال ناشر کاظمی ۱۳۹۸
- سنگر علاف‌ها جلد یک ناشر به نشر ۱۳۹۸
- فرار به جابلقا ناشر سوره مهر ۱۳۹۸
این کتاب روایتی متفاوت از جنگ تحمیلی و فتح خرمشهر را برای نسل نوجوان ارائه می‌دهد.[۱۰]
- پیرمرد و حوری ناشر به‌نشر ۱۳۹۹
- سنگر علاف‌ها جلد ۲ ناشر سوره مهر ۱۳۹۹

### آثار ترجمه شده
- معمای کانال ماهی ترجمه انگلیسی ناشر علمی فرهنگی۱۳۸۹ مترجم سوفیا کوتلاکی
- کاش کمی بزرگتر بودم ترجمه انگلیسی انتشارات علمی فرهنگی ۱۳۹۲

## جوایز[۲]
صحرایی با نگارش رمان حافظ هفت در پنجمین دوره جایزه ادبی جلال آل احمد عنوان برگزیده را به دست آورد.
در پنجمین جشن فرهنگ فارس، با مجموعه داستان «خمپاره‌های خواب‌آلود»، جایزه اول داستان را کسب کرد.
- برگزیدهٔ اولین دورهٔ جایزهٔ ادبی اصفهان۱۳۸۲ با داستان زخم صورت
- برگزیدهٔ داستان‌های دفاع مقدس سال ۱۳۸۲ و ۱۳۸۵ بنیاد حفظ… دفاع مقدس و انجمن قلم ایران.
- متخب کتاب یاد هدایت۱۳۸۲دومین دورهٔ جایزهٔ ادبی صادق هدایت. (داستان رودخانهٔ مرزی)
- برگزیده نخست مجموعه داستان پنجمین جشن فرهنگ فارس۱۳۸۳. «خمپارهٔ خواب آلود»
- برگزیدهٔ نهمین دوره ۱۳۸۱و سیزدهمین دوره ۱۳۸۵ جشنوارهٔ مطبوعات ایران
- برگزیدهٔ داستان چهارمین۱۳۸۵، پنجمین۱۳۸۶ و ششمین۱۳۸۷همایش ادبی سوختگان وصل.
- برگزیدهٔ دومین ۱۳۸۵و چهارمین۱۳۸۸ دورهٔ همایش پاسداران اهل قلم.
- رتبهٔ اول چهارمین دورهٔ کتاب فصل سال جمهوری اسلامی ۱۳۸۶با رمان «کاش کمی بزرگتر بودم.»
- برگزیده کتاب سال سلام بچه‌ها حوزهٔ علمیه قم ۱۳۸۶ با «رمان کاش کمی بزرگتر بودم.»
- برگزیده سه دوره کتاب سال دفاع مقدس. (دوازدهمین۱۳۸۶سیزدهمین۱۳۸۷و چهاردهمین۱۳۸۸)
- جایزهٔ کتاب سال یازدهمین دورهٔ شهید غنی پور۱۳۹۰ با کتاب زندگینامه داستانی «تپه جاویدی و راز اشلو»
- نقدیری بخش داستان پنجمین جایزه ادبی جلال آل احمد ۱۳۹۰(رمان حافظ هفت)
- جایزه سی امین دوره کتاب سال جمهوری اسلامی ۱۳۹۱(حافظ هفت)
- برگزیده دهمین دورهٔ کتاب سال پاسداران اهل قلم ۱۳۹۴(سی مرد و سی مرغ)
- نامزد جایزه قلم زرین ۱۳۹۹ (کتیبه ژنرال)